# Stages
Stages kompilacijski je uživo box set američkog glazbenika Jimija Hendrixa, postumno ga je 1991. godine objavila izdavačka kuća Warner Bros. Records.

## O albumu
Box set se sastoji od uživo nastupa Jimija Hendrixa, koji obuhvaćaju četiri godine njegove glazbene karijere. Sadrži ukupno četiri CD-a od kojih se na svakome nalazi po jedan puni koncert iz radoblja 1967. do 1970. godine. Prvi koncert održan je 5. rujna 1967. u Stockholmu, Švedska, drugi 29. siječnja 1968. u Parizu, treći 24. svibnja 1969. u San Diegu, Kalifornija te zadnji 4. srpnja 1970. u Atlanti, dva mjeseca prije njegove smrti.
Ovi koncerti već su ranije objavljeni na raznim uživo albumima, ali ovo je njihovo prvo službeno izdanje s odličnim zvukom i informativnim bilješkama na omotu box seta. Diskovi se vrlo malo preklapaju, a pjesme koje se ponavljaju (kao "Purple Haze" na sva četiri CD-a) u različitim su verzijama.

## Popis pjesama
Sve pjesme napisao je Jimi Hendrix, osim gdje je to drugačije naznačeno.
| 1. | »Sgt. Pepper's Lonely Hearts Club Band« | John Lennon - Paul McCartney | 1:58 |
| 2. | »Fire«                                  |                              | 3:11 |
| 3. | »The Wind Cries Mary«                   |                              | 3:58 |
| 4. | »Foxy Lady«                             |                              | 3:48 |
| 5. | »Hey Joe«                               | Billy Roberts                | 4:13 |
| 6. | »I Don't Live Today«                    |                              | 4:43 |
| 7. | »Burning Of The Midnight Lamp«          |                              | 4:17 |
| 8. | »Purple Haze«                           |                              | 5:26 |

| 1. | »Killing Floor«                 |               | 4:28 |
| 2. | »Catfish Blues« (tradicionalna) |               | 8:49 |
| 3. | »Foxy Lady«                     |               | 5:22 |
| 4. | »Red House«                     |               | 4:35 |
| 5. | »Drivin' South«                 | Curtis Knight | 9:00 |
| 6. | »The Wind Cries Mary«           |               | 4:08 |
| 7. | »Fire«                          |               | 4:00 |
| 8. | »Little Wing«                   |               | 4:14 |
| 9. | »Purple Haze«                   |               | 5:53 |

| 1. | »Intro Riffs«                                    |                                      | 4:25  |
| 2. | »Fire«                                           |                                      | 4:01  |
| 3. | »Hey Joe«                                        | Roberts                              | 5:16  |
| 4. | »Spanish Castle Magic" / "Sunshine Of Your Love« | Eric Clapton, Jack Bruce, Pete Brown | 10:52 |
| 5. | »Red House«                                      |                                      | 13:42 |
| 6. | »I Don't Live Today«                             |                                      | 7:04  |
| 7. | »Purple Haze«                                    |                                      | 4:50  |
| 8. | »Voodoo Child (Slight Return)«                   |                                      | 10:20 |

| 1.  | »Fire«                                 |  | 4:35  |
| 2.  | »Lover Man«                            |  | 2:59  |
| 3.  | »Spanish Castle Magic«                 |  | 5:07  |
| 4.  | »Foxy Lady«                            |  | 4:30  |
| 5.  | »Purple Haze«                          |  | 3:53  |
| 6.  | »Hear My Train A Comin'«               |  | 10:29 |
| 7.  | »Stone Free«                           |  | 5:25  |
| 8.  | »Star Spangled Banner« (tradicionalna) |  | 2:47  |
| 9.  | »Straight Ahead«                       |  | 4:36  |
| 10. | »Room Full Of Mirrors«                 |  | 3:12  |
| 11. | »Voodoo Child (Slight Return)«         |  | 7:09  |